# Vishwaroopam II
Vishwaroopam II é um futuro filme de suspense produzido na Índia e dirigido por Kamal Hassan. Está previsto a ser lançado em 28 de outubro de 2016 É a sequência do filme Vishwaroopam, que por sua vez foi lançado em 2013.